# ハングリー・アース
「ハングリー・アース」（原題: "The Hungry Earth"）は、イギリスのSFドラマ『ドクター・フー』第5シリーズ第8話。2010年5月22日に BBC One で初放送された。脚本は第3シリーズ「タイムリミット42」やスピンオフシリーズ『秘密情報部トーチウッド』を以前に執筆していたクリス・チブナルが担当した。本作は次話「冷血」との二部作であり、爬虫類のヒューマノイドであるサイルリアン族が1984年の Warriors of the Deep 以来の再登場を果たした。
本作では、タイムトラベラーの異星人11代目ドクター（演:マット・スミス）と彼のコンパニオンのエイミー・ポンド（演:カレン・ギラン）とローリー・ウィリアムズ（演:アーサー・ダーヴィル）が2020年のウェールズに到着する。そこではナスリーン・チャウダリー（演:ミーラ・サイアル）が地下採掘計画の指揮を執っていたが、そのドリルが地下で休眠していたサイルリアンの文明に対する攻撃であると解釈されてしまう。サイルリアンは地面に穴を開けてエイミーを拉致し、ドクターとローリーはサイルリアン族のアラヤ（演:ネーヴ・マッキントッシュ）を確保する。アラヤに何かあれば戦争の火種になりかねないため、ローリーと地元家族にアラヤを傷つけないよう指示を出したドクターは、ナスリーンをターディスに乗せて、誘拐された地元人モウ（演:アラン・ラグラン）とその息子エリオット（演:サミュエル・デイヴィス）とエイミーを救うべくサイルリアンの文明へ向かう。
エグゼクティブ・プロデューサーのスティーヴン・モファットとピアーズ・ウェンガーはチブナルとコンタクトを取り、サイルリアンとドリルの登場する二部作エピソードを執筆するよう彼に依頼した。モファットはサイルリアンの再デザインを望み、チブナルと共にサイルリアンの顔用の特徴ある装身具を製作した。本作は第5シリーズの第4製作ブロックに位置付けられ、2009年10月と11月にウェールズの Llanwonno で撮影された。マッキントッシュは後に別のサイルリアンであるマダム・ヴァストラ役でシリーズに復帰することとなった。本作の視聴者数は BBC One と BBC HD で649万人を記録し、批評家からのレビューは賛否両論であった。ホラー描写を称賛する批評家もいた一方、物語があまりに単純すぎると指摘する者や、サイルリアンの新しいデザインに否定的な者もいた。

## 製作

### 脚本とキャスティング
スティーヴン・モファットはクリス・チブナルにコンタクトを取り、『ドクター・フー』の執筆に復帰するよう依頼した。チブナルは以前に『ドクター・フー』のエピソード「タイムリミット42」やスピンオフシリーズ『秘密情報部トーチウッド』の複数エピソードを執筆していた。モファットとエグゼクティブ・プロデューサーのピアーズ・ウェンガーは彼にサイルリアンとドリルおよび二部作という指示を与えた。サイルリアンは1970年の Doctor Who and Silurians と1984年の Warriors of the Deep で登場した悪役である。調査のためにチブナルはオリジナル小説『戦慄! 地底モンスター』（原題:Doctor Who and the Cave Monsters）を読んでクラシックシリーズを視聴し、フリーダムライターのマルコム・ハルクがテレビの形式で出来なかったことを小説に持ち込んだことに着目した。チブナルは地表の人間の村と対照的なサイルリアンの大都市を登場させたいと思った。サイルリアンが他の悪役ほど人気ではなく、また登場回数も多くないということを知ったモファットは、サイルリアンを新規視聴者に見せるようチブナルに指示を出した。チブナルは今回の敵対生物について何も分からない状態で物語を開始し、「これまでサイルリアンを見たことのない人々にあり得る最もエキサイティングで怖ろしい手法」でサイルリアンを登場させることを決めた。また、チブナルはサイルリアンの両生類的な親族シーデビルを再登場させることも考えたが、2種族のモンスターを登場させるのは遥かに難しいと判断し、物語を明らかにサイルリアンについてのサイルリアンの望む物にすることを決定した。
チブナルはドクターとエイミーが離れ離れになったのを楽しみ、本作の大部分をエイミー不在で勧めることに決めた。モファットも、シリーズの中盤において他者と違うようにドクターが振る舞う様を描写するのが適切だと考えた。『ドクター・フー』に対応する舞台裏番組『Doctor Who Confidential』で紹介された削除されたシーンでは、もしドクターたちの観測した未来が実際に起こるならどのように10年後のエイミーとローリーになるのか、エイミーとドクターが話をするシーンが撮影されていた。
エイミーの不在につき、チブナルはナスリーンが事実上のコンパニオンになったと考えた。ナスリーン役でキャスティングされたミーラ・サイアルは子ども時代から『ドクター・フー』のファンであった。彼女は2005年に新シリーズが始まって以降役を獲得しようとしており、ナスリーン役を手にした際に喜んだ。サイアルはナスリーンについて、ドクターと互いの熱意に感心して良い友人になった、地位の高い革新的な地質学者であると表現した。

### 撮影と効果
モファットはサイルリアンの再デザインを望み、特にダヴロスとの差別化を図るためにクラシックシリーズでは存在した第三の目を無くしたいとも感じた。本作のサイルリアンは同種の別系統であるように意図されたため、オリジナルのサイルリアンも存在をなかったことにされたわけではない。チブナルはデザインされ直したサイルリアンを美しく描写し、演者の特徴を捉えることで個体差を作ることや演技の強化が意図された。チブナルは人類とサイルリアンがどれだけ互いに似ていて、それでいてかつ異なるか、についてのテーマを二部作にもたらした。必要な装身具が高価であったため、サイルリアン役の全ての演者に装身具を用意することを防ぐよう、エキストラのサイルリアンは覆面を着用した。また、チブナルはサイルリアンの新系統に有毒性の舌を導入した。
「ハングリー・アース」と次話「冷血」は第5シリーズの第4製作ブロックで製作され、2009年10月と11月にウェールズの Llanwonno と Upper Boat Studios で撮影された。サイアルのインタビューによると、ロケ地での撮影が最初に行われた。ドリル自体は自動で、コンピューターで行われた。エイミーが地中に引きずり込まれるシーンの撮影では、ギランは箱の上に立って石の区画の中へ沈降した。区画の開放部には土の層の撒かれた2つのゴムが使われ、ギランが降下すると共にそのゴムが伸長した。ギランは土が耳に入らないようにするため、メイクの上から耳にテープを貼って撮影した。ギランは当初スタントを演じることを怖がっていたが、エイミーも同じように感じると予想した彼女は、自身の恐怖と閉所恐怖症を当該シーンに組み込んだ。

## 放送と反応
イギリスでは「ハングリー・アース」は BBC One にて2010年5月22日の午後6時15分から放送された。この放送時刻は普段の放送よりも早いもので、これは『ドクター・フー』の後枠で放送されていた『Over the Rainbow』のフィナーレのためであった。本作の当夜の視聴者数の速報値は BBC One にて439万人で、番組視聴占拠率は30.8%を記録した。この数字に基づくと、本作は2005年に『ドクター・フー』が復活して以降最も数字の低いエピソードであったことになる。最終確定値は視聴者数649万人で、BBC One では601万人、BBC HD では48万人を記録した。2010年5月23日に終わる週では9番目に多くBBCで視聴された番組であり、全チャンネルでは20番目に位置した。Appreciation Index は86であった。
日本では2015年6月25日の午後11時から、前話「エイミーの選択」に続いてAXNミステリーで字幕版が放送された。
「ハングリー・アース」は「エイミーの選択」や「冷血」と共にリージョン2のDVDとブルーレイディスクが2010年8月2日に発売された。同年11月8日には完全版第5シリーズボックスセットの一部として再発売された。日本語版DVDは2014年10月3日に『ドクター・フー ニュー・ジェネレーション DVD-BOX 1』に同梱されて発売された。

### 批評家の反応
本作は批評家から複雑なレビューをされた。ガーディアン紙のダン・マーティンは本作で興味深い板挟みが設定されていると述べたが、数多くの要素が導入されたにも拘わらず実際に起きているように見えるものは多くないとした。また、彼は地元家族にも批判的であり、エリオットとナスリーン以外は気にしていなかったという。また、エイミーが地中に引きずり込まれるシーンは効果的で心が痛むと論評したものの、そのせいでエピソードの残りの部分はエイミーの欠けたものになったとした。ただし、彼は再デザインされたサイルリアンの装身具については高評価した。
デイリー・テレグラフのギャヴィン・フラーは本作が残念でなかったとして喜んだ。ドクターの平和主義を描く、エイミーの出番は少ないものの記憶に残る悪夢のようなシーンを見せる、といった選択を彼は称賛した。しかし、彼はミーラ・サイアルの演技を気に入らず、サイルリアンの再デザインについてもオリジナルの見た目から切り離されていて急進的であると論評し、特に第三の目が無くなったことを批判した。
ラジオ・タイムズのパトリック・マルケーンは本作を肯定的にレビューした。彼は心を掴む物語やペース配分、不気味な演出、壮大なアイディア、近未来の小規模な村という舞台、ゲストキャラクターを称賛し、本作が正真正銘の古典的な『ドクター・フー』のようであると感想を抱いた。特に彼はサイアルとスミスの演技を称賛した。また、彼はサイルリアンの古いデザインは現在では滑稽だと言い、新デザインを高評価した。彼はピーター・ハリデーの古い声が恋しがりながらも、ネーヴ・マッキントッシュが合っていたと述べた。
AOLのテレビ評論家ブラッド・トレチャクは人類とサイルリアンの抗争と歴史上の対立をなぞらえることができることに肯定的だったが、本作は機会が無駄にされていると論評した。より怖ろしいエピソードを望んでいた彼は本作がホラーというよりもむしろサスペンスやアドベンチャーだったと感じたほか、物語自体もかなり単純で、サイルリアンもストーリーライン全体の一部でしかなく十分に導入されていないと考えた。
IGNのマット・ウェールズは本作を10点満点で8点と評価し、「薄弱だが満足な成功だ」と評価した。彼は物語に深みがなく単純だと述べたが、強力な脇役のキャストや同情を誘う登場人物の存在により爽やかに物語性が生まれていると論評した。また、彼はエイミーのいないまま番組を巧妙に進行させたスミスのドクターを称賛した。
SFXのイアン・ベリマンは本作に5つ星のうち3つ星を与えた。彼はサイルリアンの有毒性の舌の射出や衣装には肯定的であったものの、サイルリアンの新しいデザインに気を悪くした。また、彼は台本が不格好であると批判し、技術的な面に疑問も投げかけた。しかし、彼はエイミーが地中に引きずり込まれるシーンだけでなく、エリオットに対する墓地でのアラヤの狩りや、ドクターとエリオットの間の相互作用を称賛した。